# 9136 Lalande
9136 Lalande (4886 T-1) là một tiểu hành tinh vành đai chính.